# برنارد ويليام شميت
برنارد ويليام شميت (بالإنجليزية: Bernard William Schmitt)‏ هو كاهن كاثوليكي أمريكي، ولد في 17 أغسطس 1928 في ويلينغ في الولايات المتحدة، وتوفي بنفس المكان في 16 أغسطس 2011.